# Monte Avert
Il Monte Avert è una montagna di 2084 m delle Prealpi Bergamasche Orientali in provincia di Bergamo, Lombardia in Italia.
È facilmente raggiungibile dal rifugio Vodala (a sua volta raggiungibile in seggiovia).
È possibile effettuare un giro ad anello tra le tre Cime Timogno, Benfit e Avert per poi ritornare al parcheggio degli spiazzi di Gromo.

## Galleria d'immagini

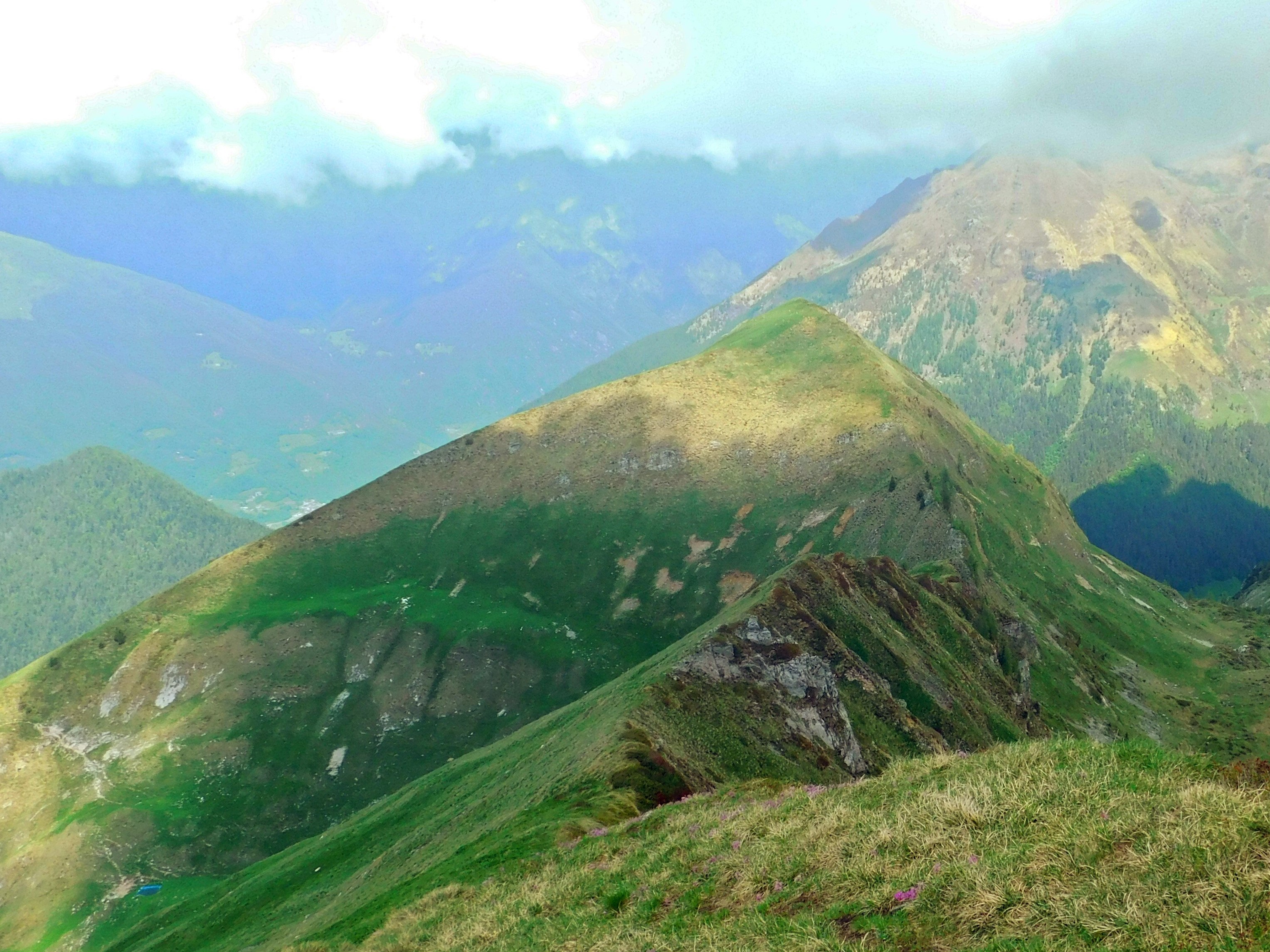
Avert visto dal Benfit
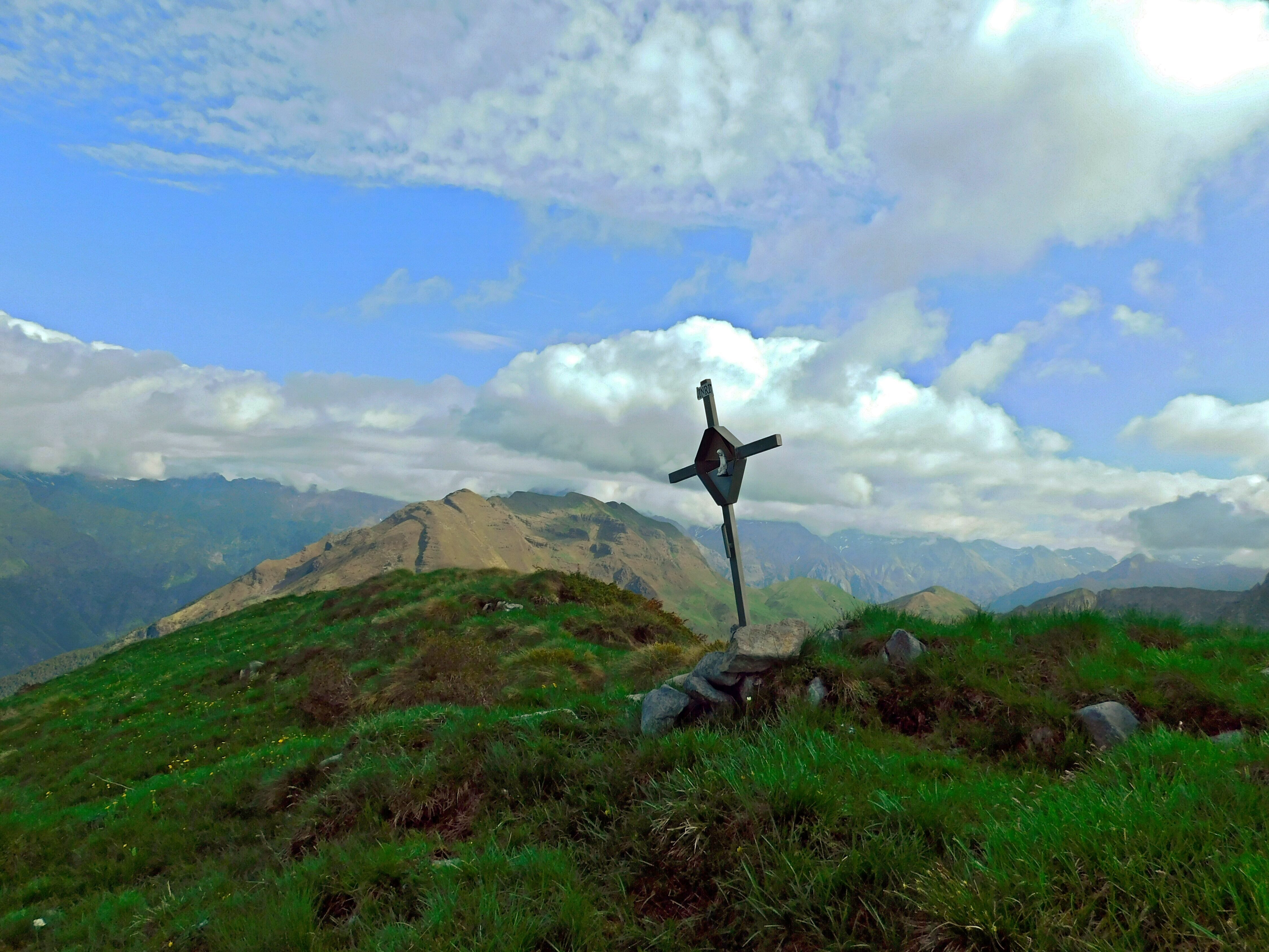
La vetta